# Boulware Township
Boulware Township est un ancien township du comté de Gasconade dans le Missouri, aux États-Unis,.
Le township est baptisé en référence à Philip Boulware, un officiel du comté.

## Source de la traduction
- (en) Cet article est partiellement ou en totalité issu de l’article de Wikipédia en anglais intitulé « Boulware Township, Gasconade County, Missouri » (voir la liste des auteurs).